# Línea de equinoccios
La Línea de equinoccios es la intersección del Ecuador celeste con la Eclíptica. La intersección de esta línea con las esfera celeste son los puntos equinocciales. Se llama punto vernal o punto Aries, al punto donde se proyecta el Sol al pasar del hemisferio sur al norte y es una de las dos intersecciones con la esfera celeste de la línea de equinoccios. En virtud de la precesión de los equinoccios esta línea retrograda 50,25 "/año dando una vuelta en sentido horario en un periodo de 25800 años. dios es amor
- Datos: Q3753871